# Боккетта, Витторе
Витторе Боккетта (итал. Vittore Bocchetta; 15 ноября 1918, Сассари — 18 февраля 2021) — итальянский скульптор, художник, писатель

. Антифашист, участник итальянского движения Сопротивления во время Второй мировой войны. Великий офицер ордена «За заслуги перед Итальянской Республикой».

## Биография
Витторе Боккетта родился в Сассари (регион Сардиния) 15 ноября 1918 года в семье военного инженера. Детство провёл на Сардинии, а затем переехал с семьёй сначала в Болонью, а после в Верону.
Дед Витторе по отцовской линии, Винченцо Боккетта, был художником-романтистом, преподавал архитектурный рисунок в Мельфи. Его фрески украшали нормандский собор Мельфи (Потенца).
Несмотря на принадлежность к семье художников, родители не разрешали Витторе заниматься рисованием, опасаясь, что это может отвлечь его от школьных занятий.
После преждевременной смерти его отца в 1935 году семья Витторе вернулась на Сардинию. В 1938 году он окончил среднюю школу в Кальяри, после чего поступил на факультет литературы и философии Сардинского университета, но вскоре вернулся в Верону и был зачислен во Флорентийский университет, на факультет классической гуманитарной науки и истории философии, который окончил в 1944 году.
Юноша зарабатывал на жизнь давая частные уроки и преподаванием классической гуманитарной науки в Ginnasio Maffei (1939) и Istituto alle Stimate (1942) в Вероне.

### Деятельность в движении Сопротивления (1940—1945)
Преданность принципам политической свободы привела Витторе к тому, что о нём сообщили фашистским властям Италии в 1941 году. Вскоре он был вовлечён в подпольную антифашистскую деятельность. 9 сентября 1943 года, на следующий день после оккупации Вероны немецкой армией, он способствовал освобождению нескольких сотен итальянских солдат из казарм Карло Монтанари, где они содержались в плену у нацистов. Впервые он был заключён в тюрьму в ноябре 1943 года вместе с группой своих товарищей-антифашистов. Редкими моментами утешения служили визиты отца Чиота, тюремного священника. Позднее, в 1988 году, Боккетта посвятил памятник отцу Чиота, который установлен перед бывшей тюрьмой в Вероне.
После освобождения в феврале 1944 года он стал независимым членом местного подразделения Национального комитета освобождения в Вероне вместе с адвокатом Джузеппе Поллорини (либерал), Франческо Вивиани (Партия действия), Джузеппе Деамброги и Гульельмо Браво (коммунисты), Джузеппе Маркончини и Анджело Буттурини (социалисты), Джованни Домашки (анархист). Военными советниками были подполковник Паоло Росси, майор Артуро Зенорини и маршал Марио Арду. У него было достаточно времени, чтобы получить высшее образование во Флоренции в мае 1944 года, но затем он был снова арестован итальянской фашистской полицией в июле 1944 года. В те дни почти все члены группы также были арестованы. После двух недель допросов и пыток его передали в СД, разведывательную службу СС, и снова пытали. Спустя непродолжительное время пребывания в транзитном лагере Больцано, 5 сентября 1944 года он был депортирован в Германию с так называемым «Грузовым транспортом № 81», железнодорожным составом состоящим из вагонов для перевозки скота, перевозившим 433 заключённых. 7 сентября 1944 он зарегистрирован в лагере Флоссенбюрг с красным треугольником, обозначающим политзаключённого и номером 21631. 30 сентября 1944 года он был перенаправлен в вспомогательный лагерь Херсбрукк, где использовался в принудительных работах, в частности для рытья туннеля до близлежащей горы (Хоуберг) недалеко от Хаппурга. В течение нескольких месяцев он стал свидетелем смерти нескольких своих товарищей из Вероны. Ему удалось выжить благодаря ряду случайных обстоятельств и его относительно молодому возрасту (26 лет), а также помощи Терезио Оливелли, который в течение короткого периода являлся старшим барака № 14. В начале апреля 1945 года с приближением войск США и Великобритании, лагерь Херсбрук эвакуирован немцами, а оставшиеся в живых были вынуждены перебраться в южную Баварию с так называемыми маршами смерти. На одном из этапов под Шмидмюленом ему удалось бежать вместе с депортированным французами. Но он теряет сознание перед забором «Stalag 383», лагеря для военнопленных союзников в Хоэнфельсе, к тому времени практически оставленного немецкими нацистами без присмотра. За ним ухаживала и поддерживала группа заключённых, и он постепенно выздоравливал. Освобождённый американцами в мае 1945 года, после пребывания в Регенсбурге он вернулся в Италию в июне 1945 года.

### Послевоенный период (1945—1948)
Надежды тех, кто боролся за свободу и справедливость, не оправдались. Витторе Боккетта не соглашается с политикой партии, а партия в свою очередь упрекает его в решении остаться независимым. Ему сложно найти работу. Однако, в 1946 году он получил государственное финансирование для подготовки вокально-инструментального концерта на Арене ди Верона и в 1947 году он был награждён правительством за музыкальную адаптацию средневековой поэзии «La Passione di Cristo», это было первое представление, проведённое в современности в Римском театре Вероны.
В июне 1947 года он публично выступил с письмом в веронской газете L’Arena, выразив своё несогласие с эпизодами нетерпимости и насилия по отношению к сторонникам «Фронта Человека» («Фронт человека» (FUQ) был движением, и впоследствии итальянская политическая партия, которая возникла вокруг одноимённой газеты (L’Uomo), основанной в Риме в 1944 году, осуществляла продвижение либерально-консервативных, популистских, антикоммунистических и антиполитических вопросов, противоречащих как фашизму, так и антифашистским партиям Национального комитета освобождения).
Позже его избили и изолировали, и он решил покинуть Италию.

### В Аргентине и Венесуэле (1949—1958)
Витторе Боккетта уехал из Италии в Аргентину в январе 1949 года в качестве корреспондента веронской газеты L’Arena. В Буэнос-Айресе он подал заявку на преподавательскую должность в университете, но его просьбу отклонили. Он был вынужден устроиться на работу на керамический завод, где он реализовал свой талант в скульптуре. Его скульптуры были впервые выставлены в Кильмесе (Буэнос-Айрес) в 1952 году. Он был награжден за «Мать-Землю», проект памятника, который он фактически создал 20 лет спустя в Чикаго. Его керамические миниатюры экспонировались и продавались в Harrods Buenos Aires как предметы коллекционирования. Он основал свою собственную художественную керамическую фабрику, но политическая нестабильность, связанная с режимом Перона, вынудила его покинуть Аргентину в 1954 году.
В Венесуэле он возобновил преподавательскую деятельность (латынь в 1956 году в лицее Авилы в Каракасе), создавал макеты, эскизы и проекты для некоторых памятников для мемориального парка Пасео-лос-Иллюрес в Каракасе.
Также и в Венесуэле политический и социальный климат не являются благоприятными при диктатуре Переса Хименеса. Во время пребывания в США он узнаёт о последствиях государственного переворота в Венесуэле в январе 1958 года и решает не возвращаться в Каракас, оставив там всю свою работу.

### В Чикаго (1958—1986)
Оказавшись в США без знания английского языка Витторе Боккетта не получил высокой оценки и вынужден был зарабатывать на жизнь, рисуя коммерческие фрески, которые он ненавидел и никогда не подписывал. Впоследствии он стал преподавателем испанского языка в колледже Сент-Ксавье, Чикаго; преподавателем итальянского языка в Чикагском университете, где он получил свою вторую докторскую степень по романским языкам и литературе в 1967 году; преподавателем испанского языка в Университете Индианы; профессором сравнительной литературы в университете Рузвельта; доцентом кафедры испанской литературы в университете Лойолы в Чикаго.
С 1963 по 1967 годы он был автором или соавтором итальянско-английского и латино-английского словарей. Итальянско-английский словарь издавался в различных изданиях и перепечатывался вплоть до 1985 года.
Он снова был вовлечён в производство коммерческих статуэток, но в конце концов перешёл к более крупным скульптурам, таким как Дедал (1964), которого он считал своим первым настоящим произведением искусства. Он использовал различные материалы, такие как бронза, нержавеющая сталь, алебастр и мрамор. Он создаёт бронзу для скульптур сам и приходит к процессу создания «кожи» расплавленного металла на «душе» из полиэстера. Некоторые из его скульптур периода 1965—1971 годов являются частью постоянной коллекции Чикагского культурного центра публичной библиотеки.
В 1965 году он возобновил работу Чикагского отделения Общества Данте Алигьери, которым он руководил до 1986 года. В 1966 году он создал и в течение 13 недель организовывал и проводил итальянскую телевизионную программу «When in Rome», транслировавшуюся на канале WTTW.
В 1969 проходит его первая персональная выставка в США (в Детройте). С 1970 по 1973 годы он неоднократно выставлялся в недавно открытом Центре Джона Хэнкока.
Между 1970 и 1976 годами он опубликовал вместе с редакцией Gredos, Мадрид, две книги по латинской и испанской литературе Золотого века и одну по западной философии XX века. Его книга «Horacio en Villegas y en Fray Luis de León» принесла ему в 1972 году почётное членство в «Обществе Овидиум», Университета Бухареста.
Несколько его скульптур находятся среди общественных памятников в Чикаго, в их числе «Мать-Земля», в Чикагской публичной библиотеки имени Гарольда Вашингтона, «Яичный человек и Человек в песке», на 201 East Chestnut Street в Чикаго.
В 1971 году он был сотрудником пресс-службы Художественного института Чикаго.
Во второй половине 1970-х годов он неоднократно ездил в Италию и начал лелеять идею окончательного возвращения на родину. Оставив преподавательскую деятельность и временно сократив художественную практику, он собирает различные документы, относящиеся к периоду 1940—1947 годов, которые он будет использовать позже для серии исторических и литературных очерков.

### Возвращение в Италию
С 1986 по 1989 годы он проводит несколько месяцев каждый год в Вероне, работая над литературными и художественными проектами с целью «отполировать и защитить свои воспоминания». Первой работой этого периода является «Cypress», обелиск из нержавеющей стали высотой более 7 метров. Это памятник в память о шести молодых героях, которые 17 июля 1944 года напали на тюрьму Вероны и освободили лидера антифашистского движения. Скульптура была открыта 25 апреля 1988 года, во время официального празднования освобождения Италии от нацистов, прямо на месте, где когда-то была тюрьма. Ровно через год (25 апреля 1989 года) также во время официального празднования напротив этого памятника был открыт памятник Отцу Чиоту, тюремному капеллану.
В 1989 году он поселился в Вероне и опубликовал первое издание своей автобиографии за период 1940—1945 годов, которую он впоследствии пересматривал и исправлял несколько раз после изучения новых документов. Он опубликовал английский перевод в 1991 году и немецкий перевод в 2003 году. Книга также легла в основу сюжета документального фильма «Spiriti liberi, 1941—1945, Ribelli a Verona», снятого режиссёром Германом Клаусом Добберке, премьера которого состоялась 27 января 2007 года в Музее кино в Потсдаме, в Международный день памяти жертв Холокоста.
Он взял на себя обязательство защищать память о сопротивлении нацизму и фашизму с помощью речей, собраний в школах, статей в газетах и журналах. В 1995 году он опубликовал эссе об участии химической и фармацевтической промышленности в деятельности нацистской Германии и её существенной безнаказанности после суда в Нюрнберге в 1947—1948 годах.
С 2001 года он неоднократно посещал Германию, где группа интеллектуалов основала ассоциацию «Freundeskreis Vittore Bocchetta — Non Dimenticare», которая способствовала его участию в различных инициативах в качестве свидетеля и жертвы нацистского периода.
С 2003 по 2006 годы его скульптуры и картины экспонировались в разных городах Германии с передвижной выставкой. 8 мая 2007 года он принял участие в открытии своей скульптуры «Ohne Namen» (Без Имени) на месте лагеря смерти в Херсбруке, из которого он чудесным образом сбежал в 1945 году.
Он умер в своем доме в Вероне 18 февраля 2021 года в возрасте 102 лет. Похоронен на Монументальном кладбище города.

## Выставки
- Quilmes (Буэнос-Айрес), Аргентина, Consejo Municipal, 1952.
- Каракас (Федеральный округ), Венесуэла, Пасео-де-лос-Илюстрес, 1956.
- Детройт (Мичиган), США, Детройт Банк и Траст Компани, 1969.
- Чикаго (Иллинойс), США, Национальный банк Аппер-Авеню, Центр Джона Хэнкока, 1970.
- Чикаго (Иллинойс), США, J. Walter Thompson Company, Центр Джона Хэнкока, 1970.
- Чикаго (Иллинойс), США, Aetna Bank, 1970.
- Чикаго (Иллинойс), США, Центр Джона Хэнкока, 1971; 1973.
- Чикаго (Иллинойс), США, Siegel Galleries, 1971—1977.
- Нью-Йорк (Нью-Йорк), США, Lynn Kottler Galleries, 1973.
- Чикаго (Иллинойс), США, Merrill Chase Galleries, 1974—1978 годы; 1983; 1984.
- Чикаго (Иллинойс), США, Чикагский культурный центр публичной библиотеки, 1975.
- Верона, Италия, Палаццо делла Раджоне, 1991.
- Верона, Италия, Officina d’arte, Корсо Порта Борсари 17, 1995.
- Каприно Веронезе (Верона), Италия, Вилла Карлотти, 1995.
- Верона, Италия, Художественная галерея Леонардо, 1996.
- Детмольд (Северный Рейн-Вестфалия), Германия, Липпишен Ландесбиблиотек, 2003.
- Вольфсбург (Нижняя Саксония), Германия, Centro Italiano, 2004.
- Потсдам (Бранденбург), Германия, Altes Rathaus, 2004.
- Люденшайд (Северный Рейн-Вестфалия), Германия, Sparkasse, 2005.
- Кассель (Гессен), Германия, Justizzentrum, 2005.
- Веймар (Тюрингия), Германия, Literaturhaus, 2006.
- Нюрнберг (Бавария), Германия, Dokumentationszentrum, 2011.

## Общедоступные памятники
- Нарцисс и Чёрная дыра, в культурном центре Чикагской публичной библиотеки, Чикаго, 1965.
- Живописец и гончар, в Ortho-Tain Inc., Баямон, Пуэрто-Рико, 1966.
- Человек-яйцо и Человек в песке, 201 East Chestnut Street, Чикаго, 1968.
- Мать-Земля, в культурном центре Чикагской публичной библиотеки, Чикаго, 1971.
- Экспансия, в Household International Inc., Проспект Хайтс, Иллинойс, 1983.
- Кипарис, во дворе церкви Кьеза-дельи-Скальци, Верона, Италия, 1988.
- Дон Киот, площадь дона Джузеппе Киота, Верона, Италия, 1989.
- Дань Пертини, около виллы Карлотти, Каприно Веронезе, Верона, Италия, 1995.
- Без имён, на мемориальной площадке концлагеря Херсбрукк, Германия, 2007.